# Peer Koopmeiners
Peer Koopmeiners, né le 4 mai 2000 à Amsterdam aux Pays-Bas, est un footballeur néerlandais qui évolue au poste de milieu défensif à l'AZ Alkmaar.

## Biographie

### En club
Né à Amsterdam aux Pays-Bas, Peer Koopmeiners est formé par l'AZ Alkmaar, qu'il rejoint en 2009 en provenance du Vitesse '22 Castricum (en). 
Koopmeiners est promu dans le groupe professionnel en juin 2021. Il joue son premier match avec l'équipe première le 17 octobre 2021 face au FC Utrecht, faisant par la même occasion sa première apparition en Eredivisie, la première division néerlandaise. Il entre en jeu à la place de Jesper Karlsson et son équipe s'impose par cinq buts à un.
Koopmeiners joue son premier match de coupe d'Europe avec l'AZ, le 15 septembre 2022, à l'occasion d'une rencontre de phase de groupe de la Ligue Europa Conférence 2022-2023, face au FC Vaduz. Il entre en jeu à la place de Jordy Clasie et son équipe l'emporte par quatre buts à un.
Le 10 janvier 2023, Peer Koopmeiners est prêté jusqu'à la fin de la saison à l'Excelsior Rotterdam.
Le 18 juillet 2023, Peer Koopmeiners est de nouveau prêté par l'AZ, cette fois-ci à Almere City, tout juste promu en première division. Le contrat de prêt s'étend sur une saison.
Koopmeiners fait son retour à l'AZ à l'été 2024 et est intégré à l'équipe première en vue de la saison 2024-2025.

### En sélection
Peer Koopmeiners joue notamment avec l'équipe des Pays-Bas des moins de 16 ans de 2015 à 2016. Au total il joue sept matchs avec cette sélection.

## Vie privée
Peer Koopmeiners est le jeune frère de Teun Koopmeiners, lui aussi footballeur professionnel ayant été formé à l'AZ Alkmaar.